# Paralcis costimacula
Paralcis costimacula là một loài bướm đêm trong họ Geometridae.